# 다다노우미정
다다노우미정(忠海町)은 히로시마현 도요타군에 설치되었던 정이다.